# Sahara
Sahara (arabsko صحراء, latinizirano: puščava) je največja vroča puščava na svetu in tretja največja puščava za Antarktiko in Arktiko. Leži v Severni Afriki in obsega prek 9 milijonov km², in se širi. Sahara deli Afriko v dve kulturno in podnebno različni območji: Severno in Podsaharsko Afriko.

## Geografija
Sahara pokriva velike dele Alžirije, Čada, Egipta, Libije, Malija, Mavretanije, Maroka, Nigra, Zahodne Sahare, Sudana in Tunizije in se razteza več kot 9 milijonov kvadratnih kilometrov ter zajema približno četrtino afriške celine. Če bi bile vključene vse površine, s povprečno letno količino padavin manj kot 250 mm, bi Sahara obsegala več kot 11 milijonov km2. To je ena od treh različnih fizično-geografskih pokrajin afriške morfološke delitve.
Na severu jo omejujeta gorovje Atlas in Sredozemsko morje, na zahodu Atlantski ocean, na vzhodu Rdeče morje, na jugu pa Sudan in dolina reke Niger. Od zahoda proti vzhodu meri okrog 5000 km, od severa proti jugu pa od 1500 do 2000 km. Sahara je nastala ob severnem povratniku (23,5° severne zemljepisne širine). Tukaj se proti tlem spuščajo suhi vetrovi pasati, zato na področju pade izredno malo padavin. Sahara je podnevi tudi izjemno vroča.
Puščavske reliefne oblike v Sahari je oblikoval veter ali zelo redke padavine in obsegajo peščene sipine in sipinska polja ali peščena morja (erg), kamnite planote (hamada), prodne ravnice (reg), suhe doline (vadi), suha jezera (oued) in slane ravnice (shatt ali chott). Nenavadna reliefna oblika je struktura Ričat (Oko Sahare sli Guelb er Richat) v Mavretaniji. To je nekoliko eliptična oblika kupole s 40 km v premeru. Sedimentna skala izpostavljena v tej kupoli se giblje v starosti od konca proterozoika v središču kupole do ordovicijskega peščenjaka okoli robov.
V Sahari je več globoko razkosanih gora in gorovij, mnoge vulkanskega izvora, ki se dvigajo iz puščave. Med njimi so gorovje Air, gorovje Ahagar, Saharski Atlas, gorovje Tibesti, Adrar des Iforas in gore ob Rdečem morju. Najvišji vrh Sahare je ugasli ščitast ognjenik Emi Koussi s 3415 metri v gorovju Tibesti v severnem Čadu.
Edina reka, ki priteče prek Sahare, je Nil v Egiptu. Večina rek in potokov v Sahari so sezonske ali pa tečejo občasno. Podzemni vodonosniki včasih dosežejo površino, tam se ustvari oaza (Baharija, Ghardaïa, Timimoun, Kufri in oaza Siva).
Države na severu Sahare so del Magreba (arabsko 'zahod'). To so Maroko, Alžirija in Tunizija. Polpuščavski pas, ki se na jugu Sahare vleče v smeri vzhod-zahod prek vse Afrike in predstavlja mejo med puščavo in savano, imenujemo Sahel. Sušna obdobja na področju Sahela povzročajo veliko lakoto.
Osrednji del Sahare je zelo suh, z malo ali nič vegetacije. Severni in južni del puščave, skupaj z višavji, imajo področja redkih travnikov in puščavskega grmovja, z drevesi in višjimi grmi v vadijih, kjer zbirajo vlago iz podzemlja. V osrednjem zelo sušnem delu obstaja več podregij velike puščave, kot so Tanezrouft, Tenere, Libijska puščava, Vzhodna puščava, Nubijska puščava in Atlantska obalna puščava. Te absolutne puščavske regije so značilne po svoji skrajni izsušenosti in po več let brez padavin.
Na severu, v Egiptu in delu Libije, Saharo obroblja Sredozemsko morje, toda v Cinerajki in Magrebu, Sahara meji s sredozemskim gozdom in makijo, eko regijo severne Afrike, ki imajo sredozemsko podnebje in zanj značilna vroča poletja in hladne in deževne zime. Glede na botaničnih merila Franka Whita in geografa Roberta Capot-Reya, severna meja Sahare ustreza severni meji gojenja datljevih palm in južni meji skalnih grebenov, trave tipičnega mediteranskega podnebja v delu Magreba in Iberskega polotoka. Severna meja ustreza tudi do 100 mm  izohieti letnih padavin. Na jugu je Sahara, ki jo omejuje Sahel, pas suhe tropske savane z letnim deževnim obdobjem, ki se razteza po vsej Afriki, od vzhoda do zahoda. Južna meja Sahare je botanično označena z južno mejo Cornulaca monacantha (na sušo odporen rod Chenopodiaceae) in severno mejo Cenchrus biflorus, trave značilne za Sahel. Glede na podnebna merila, južna meja Sahare ustreza 150 mm isohieti letnih padavin (to je dolgoročno povprečje, saj se padavine letno spreminjajo).
Sahara je na svetu največja nizko ležeča vroča puščava. Območje je v zemljepisnih širinah pod subtropskim grebenom, pomemben pas pol-trajno subtropskega toplega visokega tlaka, kjer se zrak iz zgornje ravni troposfere nagiba in potopi proti tlom. Močno padajoč zrak povzroča segrevanje in izsušitev v zgornji troposferi. Potapljajoč zrak preprečuje dvig in tako preprečuje adiabatno hlajenje, ki onemogoča nastanek oblakov.
Stalen razpad oblakov omogoča neovirano svetlobno in toplotno sevanje. Stabilnost ozračja nad puščavo preprečuje konvekcijski preobrat, zaradi česar padavin praktično ni. Posledica tega je sončno, suho in stabilno vreme z minimalnim tveganjem dežja. Subtropski greben je glavni element, ki pojasni vroče puščavsko podnebje (Köppnova podnebna klasifikacija BWh) za to veliko regijo. Zniževanje zraka je najmočnejše in najučinkovitejše preko vzhodnega dela Velike puščave, v Libijski puščavi, ki je najbolj sončna, najbolj suha in med najbolj sušnimi mesto na planetu, razen puščave Atacama, ki leži v Čilu in Peruju.
Prevladujoča zračna masa, ki leži nad Saharo je kontinentalni tropski ena (cT), ki je zelo vroča in suha. Zaradi ekstremnega ogrevanja puščavske površine, je vzgornik nizko navadno blizu površine, pri čemer je najmočnejši in najbolj razvit v poletnem času. Visoka Sahara predstavlja vzhodno kontinentalno podaljšanje Visokih Azorov, s središčem v severnem Atlantiku. Pogrezanje Visoke Sahare skoraj doseže tla med najbolj hladnim delom leta, medtem ko omejuje na zgornji troposferi v vročih obdobjih.
Učinki lokalne površine z nizkim tlakom so zelo omejene, saj zgornje ravni pogrezanja še naprej blokirajo kakršno koli obliko zračnega vzpona. Puščava je tudi različno suha glede na geografsko konfiguracijo in lokacijo. Dejansko skrajno sušnih obdobij Sahare ni mogoče pojasniti samo s subtropskim visokim tlakom. Tudi Atlas, ki ga najdemo v Alžiriji, Maroku in Tuniziji pomaga okrepiti izsušitev v severnem delu puščave. To veliko gorovje deluje kot pregrada, ki povzroča močno dežno senco, učinek na zavetrni strani. Kondenzacija se pojavi na privetrni strani, kjer je nekaj oblačnosti in padavin, medtem ko je stranska zavetrna stran sončna in suha. Stranska zavetrna je očitno puščava. Vse to preprečuje, da bi nestabilni vremenski sistemi prodrli v notranjost in vplivali na ta sušna območja.
Glavni vir dežja v Sahari je brezvetrje, ki je neprekinjen pas ekvatorialnega sistema nizkega tlaka, ki prinaša kratko in neredno deževno sezono v Sahel in južno Saharo. Sahari ne manjka padavin zaradi pomanjkanja vlage, ampak zaradi pomanjkanja mehanizma ustvarjanja padavin. Padavine v tej veliki puščavi morajo premagovati fizične in atmosferske ovire, ki običajno preprečujejo nastajanje padavin. Za ostre podnebne razmere v Sahari so večinoma značilne zelo majhne, nezanesljive, zelo neredne padavine; izredne vrednosti trajanja visokega sonca; zelo visoke celoletne temperature; zanemarljiva stopnja relativne vlažnosti, velike dnevne temperaturne razlike in ekstremno visoka stopnja potencialnega izhlapevanje, ki je najvišje zabeleženo na Zemlji.

### Temperature
Nebo je nad puščavo običajno jasno in trajanje sončnega obsevanja je izjemno visoko vsepovsod v Sahari. Večina puščave uživa več kot 3.600 ur čistega sonca letno ali več kot 82% časa, na širšem območju v vzhodnem delu presegajo 4.000 h svetlega sonca ali več, 91% časa, kar so  najvišje vrednosti in zelo blizu teoretično največje vrednosti. Vrednost 4300 h oziroma 98% časa naj bi zabeležili v Zgornjem Egiptu (Asuan, Luksor) in v nubijski puščavi (Vadi Halfa). Letno povprečje neposrednega sončnega obsevanja je okoli 2800 kWh / (m2 leto) v Veliki puščavi. Sahara ima velikanski potencial sončne energije. Nenehno visok položaj sonca, izjemno nizka relativna vlažnost, pomanjkanje vegetacije in padavin, dela Veliko puščavo zagotovo najbolj vroč kraj na Zemlji, posebej v poletnem času v nekaterih mestih. Povprečna visoka temperatura preseže 38 °C–40 °C v najbolj vročem mesecu skoraj povsod v puščavi, razen na zelo visokih gorskih območjih. Najvišja uradno zabeležena povprečna visoka temperatura je okoli 47 °C v juliju v oddaljenem puščavskem mestu v alžirski puščavi imenovanem Bou Bernous na nadmorski višini 378 metrov. To je najvišja zabeležena povprečna visoka temperatura na svetu in samo Dolina smrti v Kaliforniji jo včasih prehiti. Druga žarišča so v Alžiriji: Adrar, Timimoun, In Salah, Ouallene, Aoulef, Reggane na višini med 200 in 400 metri nad morjem, kjer so poletne povprečne temperature okoli 46 °C v najbolj vročih mesecih leta. In Salah, ki je dobro znan v Alžiriji po vročini, ima povprečja 43,8 °C, 46,4 °C, 45,5 in 41,9 °C v juniju, juliju, avgustu in septembru. Dejstvo je, da so še bolj vroča mesta v Sahari, vendar so v zelo oddaljenih območjih, zlasti v Azalai, ki leži v severnem Maliju. Južni osrednji del puščavskih območij ima 6–7 mesecev, ko povprečna visoka temperatura presega 40 °C, kar kaže na konstantnost in dolžino res vroče sezone v Sahari. Celoletna povprečna dnevna temperatura preseže povsod 20 °C in se lahko približa 30 °C v vročih regijah. Vendar pa ima večina puščave vrednost, ki presega 25 °C.
Temperature peska in tal so še bolj ekstremne. Podnevi je temperatura peska zelo visoka, saj lahko zlahka doseže 80 °C ali več. Temperatura peska 83,5 °C je bila zabeležena v Port Sudanu. Temperature tal 72 °C so bile zabeležene v Adrarju v Mavretaniji in vrednosti 75 °C v Borkou, v severnem Čadu. Zaradi pomanjkanja oblačnosti in zelo nizke vlažnosti, ima puščava običajno visoka dnevna temperaturna nihanja med dnevom in nočjo. Vendar pa je mit, da so noči mrzle. Povprečna dnevna temperaturna območja so običajno med 13 °C in 20 °C. Najnižje vrednosti najdemo vzdolž obalnih regij zaradi visoke vlage in so pogosto celo nižje od 10 °C in najvišje vrednosti na celinskem območju, kjer je vlažnost najnižja, predvsem v južni Sahari. Kljub temu je res, da so lahko zimske noči hladne, saj se temperatura lahko spusti do ledišča, še posebej v visokogorju.

### Padavine
Povprečne letne padavine so zelo nizke na severnih in južnih robovih puščave do skoraj nič nad osrednjim in vzhodnim delom. Ozek severni rob puščave prejme več zimske oblačnosti in padavin, zaradi prihoda sistema nizkega tlaka nad Sredozemskim morjem ob polarni fronti, čeprav je vpliv dežja zelo oslabljen v padavinski senci gora in se povprečne letne padavine gibljejo od 100 mm do 250 mm. Biskra, Alžirija in Ouarzazate v Maroku najdemo na tem območju. Južni rob puščave, ob meji s Sahelom, prejme poletno oblačnost in padavine zaradi prihoda intertropske konvergenčne cone iz juga, povprečnih letne padavine se gibljejo od 100 mm do 250 mm. Timbuktu, Mali in Agadez, Niger sta na tem območju. Veliko osrednje skrajno sušno jedro puščave je praktično brez padavin in trajno ostaja pod vplivom najmočnejšega anticiklonskega vremenskega režima, povprečna letna količina padavin lahko pade na manj kot 1 mm. Dejstvo je, da večina Sahare leži v manj kot 20 mm. Od 9.000.000 km² puščavskega ozemlja v Sahari, le območje okoli 2.800.000 km² prejme letno povprečno količino padavin 10 mm ali manj, kar je enako približno 31% celotne površine, medtem ko okoli 1.500.000 km² prejeme povprečno 5 mm ali manj, kar je okoli 17 % celotne površine. Letno povprečje padavin je praktično nič v širokem območju približno 1.000.000 km² v vzhodni Sahari in obsega puščave Libije, Egipta in Sudana (Tazirbu, Kufri, Dakhla, Kharga, Farafra, Siva, Asjut, Sohag, Luksor, Asuan, Abu Simbel, Vadi Halfa), kjer se dolgoročno povprečje približuje 0,5 mm na leto.

## Geologija
Običajno si, ko zaslišimo besedo Sahara, predstavljamo peščeno puščavo, vendar moramo vedeti, da peščeno morje ali erg predstavlja komaj slabo petino vse Sahare. Saharski pesek nastaja zaradi erozije in preperevanja gorovij, ki ga veter počasi, a vztrajno spreminja v prah. Površje Sahare je povečini skalnato (hamada) ali pa gruščnato (serir).
Del pokrajine sestavljajo tudi suhe rečne struge ali vadiji, ki vodijo s pogorij in so hkrati dokaz, da je bila Sahara nekoč bolj vodnata. Včasih se vreme za nekaj minut spremeni hudo deževje, ki z vodo napolni vadije in še bolj pospešuje preperevanje.

## Ekoregije
Sahara obsega več ločenih eko regij in njihovih variacij temperatur, padavin, nadmorske višine in sestave tal, ki gostijo različne skupnosti rastlin in živali.
Atlantska obalna puščava je ozek pas ob atlantski obali, kjer nastajanje megle zagotavlja hladen Kanarski tok, ki zagotavlja dovolj vlage za ohranjanje različnih lišajev, sukulent in grmovnic. Zajema 39.900 kvadratnih kilometrov na jugu Maroka in Mavretanije.
Severna saharska stepa in gozdovi leži ob severni puščavi, poleg sredozemskih gozdov in makije je eko regija severnega Magreba in Cirenajka. Zimsko deževje vzdržuje makijo in suhe gozdove, ki tvorijo prehod med sredozemskim podnebjem na severu in skrajno sušni Sahari na jugu. Zajema 1.675.300 kvadratnih kilometrov v Alžiriji, Egiptu, Libiji, Mavretaniji, Maroku in Tuniziji.
Eko regija puščava Sahara pokriva skrajno sušni osrednji del Sahare, kjer je količina padavin majhna in sporadična. Vegetacija je redka in sestoji večinoma iz peščenih sipin (erg, shesh, raoui), kamnitih planot (hamadas), prodnih ravnin (reg), suhih dolin (vadi) in solnih ravnic. Zajema 4.639.900 kvadratnih kilometrov od Alžirije, Čada, Egipta, Libije, Malija, Mavretanije, Nigra in Sudana.
Južna saharska stepa in gozdovi je ozek pas, ki teče vzhodno in zahodno med skrajno sušno Saharo in sahelsko savano na jugu. Gibanje ekvatorialne intertropske konvergenčne cone (ITCZ) prinaša poletno deževje v juliju in avgustu, ki znaša v povprečju od 100 do 200 mm, vendar se močno razlikujejo iz leta v leto. Te padavine vzdržujejo poletne pašnike trav in zelišč, s suhimi gozdovi in grmičevjem ob sezonskih vodotokih. Ta eko regija zajema 1.101.700 km² v Alžiriji, Čadu, Maliju, Mavretaniji in Sudanu.
Zahodni saharski montanski puščavski gozdovi; več vulkanskega višavja zagotovlja hladnejše, vlažno okolje, ki podpira saharsko-sredozemske gozdove in makijo. Eko regija pokriva 258.100 km², predvsem v Tassili n'Ajjer v Alžiriji, z manjšimi enklavami v Aïr v Nigru, Dhar Adrar v Mavretaniji ter Adrar des Iforas v Maliju in Alžiriji.
Tibesti-Jebel Uweinat montanski puščavski gozdovi sestavljajo visokogorja Tibesti in Jebel Uweinat. Višje in bolj redne padavine in hladnejše temperature podpirajo gozdnate pokrajine in grmičevje kot so palme, akacije, mirta, oleander, tamariska, in nekaj redkih in endemičnih rastlin. Eko regija pokriva 82.200 km2 v Tibesti v Čadu in Libiji in Jebel Uweinat na meji Egipta, Libije in Sudana.
Saharski halofitik je območje sezonsko poplavljenih solnih depresij, ki je dom slanuš – soli prilagojenih rastlinskih združb. Saharski halofitik pokriva 54.000 km² vključno depresiji Qattara in Siva na severu Egipta, slana jezera v osrednji Tuniziji, Chott Melghir v Alžiriji in manjša območja Alžirije, Mavretanije in južnega dela Maroka.
Tanezrouft je eno izmed najbolj negostoljubnih območij na Zemlji, kot tudi eden izmed najbolj vročih in suhih delov Sahare, brez vegetacije in zelo malo življenja. Leži na mejah Alžirije, Nigra in Malija, zahodno od gorovja Ahagar.

## Rastlinstvo  in živalstvo
Rastlinstvo Sahare je zelo raznoliko in temelji na bio-geografskih značilnostih te velike puščave. Delimo jo na tri cone, ki temeljijo na količini padavin - severno (sredozemsko), osrednjo in južno cono. Obstajata dve prehodni coni -. Sredozemlje-Sahara in sahelska prehodna cona.
Saharsko rastlinstvo obsega okoli 2800 vrst vaskularnih rastlin. Približno četrtina od njih je endemičnih. Približno polovica teh vrst je skupna z rastlinstvom Arabske puščave.
Osrednja Sahara ocenjujejo, da obsega petsto vrst rastlin, kar je izjemno malo, če upoštevamo obseg območja. Rastline, kot so akacijeva drevesa, palme, sukulente, trnasto grmičevje in trave so se prilagodile sušnim razmeram tako, da rastejo nižje, da preprečijo izgubo vode zaradi močnih vetrov, ter s shranjevanjem vode v svojih debelih steblih, imajo pa tudi dolge korenine, ki se razprostirajo vodoravno, da bi dosegle največjo površino vode in da bi našle vso površinsko vlago, imajo majhne debele liste ali iglice za preprečevanje izgube vode. Rastlinski listi se lahko popolnoma izsušijo, a si opomorejo v ugodnih razmerah.
V Sahari živi več vrst lisic (fenek, bleda lisica (Vulpes pallida) in Rüppellsova lisica (Vulpes rueppellii). Adaks antilopa, velika bela antilopa preživi skoraj eno leto v puščavi brez pitja. Gazella dorcas je severno afriška gazela, ki prav tako lahko dolgo časa preživi brez vode. Druge pomembne gazele sta Gazella leptoceros in Gazella dama.
Saharski gepard (severozahodni afriški gepard) živi v Alžiriji, Togu, Nigru, Maliju, Beninu in Burkina Fasu. Tam je še manj kot 250 odraslih gepardov, ki so zelo previdni, ki bežijo pred kakršno koli človeško prisotnostjo. Gepard se izogiba soncu, od aprila do oktobra išče zavetje drevja balanites in akacije. So nenavadno svetli. Druge podvrste gepardov (severovzhodni afriški gepard) živi v Čadu, Sudanu in vzhodni regiji Nigra. Vendar ga trenutno v naravi ni v Egiptu in Libiji. Približno 2.000 odraslih posameznikov je v divjini.
Druge živali so še vrsta varana, pečinarji (Hyracoidea), rogati gad (Cerastes) in majhne populacije afriškega hijenskega psa (Lycaon pictus), morda le v 14 državah in severnoafriški noj (Struthio camelus camelus). Obstajajo druge živali, ptice še posebej, kot so afriški srebrnokljun (Lonchura cantans) in vrsta ščinkavca (Lagonosticta larvata). V Mavretaniji in na planoti Ennedi v Čadu obstajajo tudi majhni zahodnoafriški krokodili (Crocodylus suchus).
Škorpijon Leiurus quinquestriatus je lahko 10 cm dolg. Njegov strup vsebuje velike količine agitoksina in scyllatoksina in je zelo nevaren, vendar pa želo tega škorpijona redko ubije zdravega odraslega. Podsaharska srebrna mravlja je edinstvena v tem, da zaradi ekstremno visokih temperatur in grožnje plenilcev, aktivno preživi zunaj svojega gnezda le za približno deset minut na dan.
Dromedarji in koze so najpogostejše udomačene živali v Sahari. Zaradi svojih lastnosti vzdržljivosti in hitrosti je dromedar najljubša žival nomadov.
Človekova dejavnost bolj verjetno vpliva na življenjski prostor na območjih trajne vode (oaze) ali kjer je voda blizu površine. Tukaj je lahko lokalni pritisk na naravne vire intenziven. Preostala populacija velikih sesalcev je v veliki meri zmanjšana zaradi lova za hrano in rekreacijo. V zadnjih letih so se začeli razvojni projekti v puščavah Alžirije in Tunizije z uporabo namakalnih naprav iz podzemnih vodonosnikov. Ti ukrepi pogosto privedejo do degradacije tal in salinizacije.
Raziskovalci iz Hacettepe University (Yücekutlu, n. Et al., 2011) so poročali, da imajo lahko saharska tla bio-razpoložljivo železo in tudi nekatere bistvene makro in mikro elemente hranil, primerne za uporabo kot gnojilo za gojenje pšenice.

## Zgodovina

### Nubijci
Med neolitikom, pred nastopom dezertifikacije, okoli 9500 pred našim štetjem je bil osrednji Sudan bogato okolje, v katerem je živela velika populacija in ki segala preko tega, kar je sedaj neplodna puščava, primer Wadi el-Qa'ab. Kjer od 5. tisočletja pr. n. št. živijo ljudje, je zdaj Nubija, takrat je nastala »kmetijska revolucija«, živeli so urejen življenjski slog z domačimi živalmi in rastlinami. Saharska skalna umetnost goveda in lovcev kaže na prisotnost kulta goveda, tistega, ki ga še danes najdemo v Sudanu in drugih pastoralnih družbah v Afriki . Nabta Playa megaliti so očitni primeri, verjetno znani prvi na svetu, arhaeo-astronomskih naprav, ki so starejše od Stonehengea okoli 2.000 let. Taka kompleksnost, kot je bila ugotovljena v Nabta Playa in različne ravni oblasti izražene v tedanji družbi, so bile verjetno osnova za strukturo tako neolitske družbe v Nabta kot starem kraljestvu Egiptu.

### Egipčani
Od 6000 pr. n. št. so predinastični Egipčani v jugozahodnem delu Egipta redili govedo in gradili večje stavbe. Organizirani in stalno naseljeni so sredi 6. tisočletja pr. n. št. pridelovali žito in se ukvarjali z živinorejo. Kovinski predmeti so nadomestili predhodnike iz kamna. Strojenje živalskih kož, lončarstvo in tkanje je bilo običajno. Obstajajo znaki sezonske ali le začasne zasedbe Al Fajuma v 6. tisočletju pr. n. št. z dejavnostmi pridelave hrane, ribolovom, lovom in nabiranjem hrane. Pogosto se pojavljajo kamnite osti, noži in strgala iz tega obdobja. V grobovih so našli keramiko, nakit, opremo za kmetovanje in lov in izbrano hrano, vključno suho meso in sadje. Zdi se, da so pokopi v puščavskih okoljih povečali egiptovske obrede ohranjanja, mrtvi so bili pokopani obrnjeni proti zahodu.
Od 3400 pred našim štetjem je bila Sahara, zaradi zmanjšane količine padavin in višje temperature, ki so posledica premika Zemljine orbite, suha kot je danes. Postala je v veliki meri neprehodna za človeka, naselja so se v glavnem osredotočila okoli številnih oaz in ob Nilu. Znano je, da je šlo v poznejših obdobjih le malo trgovine ali drugega poslovanja skozi notranjost, edina večja izjema je bila dolina Nila. Nil pa je bil neprehoden na več kataraktih, zaradi česar sta bila trgovina in stiki težja za ladje.

### Feničani
Prebivalci Fenicije, katerih civilizacija se je razcvetela od 1200–800 pr. n. št., so ustvarili konfederacijo kraljestev po celotni Sahari do Egipta. Naselili so se ob sredozemski obali, kot tudi v Sahari, med ljudmi antične Libije, ki so bili predniki ljudi, ki govorijo berberske jezike v Severni Afriki in današnji Sahari, vključno Tuaregi centralne Sahare.
Feničansko pisavo so sprejeli starodavni Libijci severne Afrike in Tifinagh (berberska latinska pisava) se danes še vedno uporablja med berbersko govorečimi Tuaregi, vodiči kamel, osrednje Sahare.
Nekje med 633 in 530 pred našim štetjem je Hanno Navigator, kartažanski raziskovalec, bodisi uveljavil ali okrepil feničanske kolonije v Zahodni Sahari, toda vse antične ostaline so izginile praktično brez sledu.

### Grki
500 pred našim štetjem so prišli v puščavo Grki. Grški trgovci širijo posel vzdolž vzhodne obale puščave in ustanavljajo kolonije trgovanja vzdolž Rdečega morja. Kartažani so raziskali atlantsko puščavsko obalo, vendar je vrtinčenje vode in pomanjkanje trgov imelo za posledico neprisotnost južneje od današnjega Maroka. Centralizirane države so tako obkrožale puščavo na severu in vzhodu; ostala je bilo izven nadzora teh držav. Napadi nomadskih berberskih ljudi iz puščave so bila stalna skrb tistih, ki so živeli na robu puščave.

### Urbane civilizacije
Urbana civilizacija Garamanti je nastala okoli 500 pr. n. št. v osrčju Sahare, v dolini, ki se zdaj imenuje Wadi al-Ajal v Fezzanu, v Libiji. Garamanti so razvili sistem kopanja tunelov daleč v gore, zajemali fosilno vodo in jo dovajali na svoja področja. Garamanti so zrasli številčnejši in močni, osvajali so svoje sosede in zasegli številne sužnje (ki so delali na širitvi predorov). Stari Grki in Rimljani so vedeli za Garamante in jih obravnavati kot necivilizirane nomade. Vendar pa so trgovali z njimi. V njihovem glavnem mestu Garama so našli rimsko kopel. Arheologi so našli osem večjih mest in številna druga pomembna naselja na ozemlju Garamantov. Ta civilizacija je propadla po tem ko so bile izčrpane razpoložljive vodne zaloge v vodonosnikih in niso mogli več vzdrževati dodatne širitve predorov v gore.

### Berberi
Berbersko ljudstvo je zasedalo (in še vedno zaseda) velik del Sahare. Garamantski Berberi so zgradili uspešen imperij v srcu puščave. Tuareški nomadi še naprej, vse do današnjih dni, živijo in se selijo čez široka prostranstva Sahare.

### Širjenje islama
Bizantinsko cesarstvo je vladalo severnim obalam Sahare od 5. do 7. stoletja. Po muslimanskem osvajanju Arabije (Arabskega polotoka) in muslimanski osvojitvi Severne Afrike, se je začel v sredini 7. do zgodnjega 8. stoletja, islamski vpliv hitro širiti po Sahari. Do konca leta 641 je bil celoten Egipt v muslimanskih rokah. Trgovina čez puščavo se je okrepila. Pomembna trgovina s sužnji je prečkala puščavo. Ocenjeno je bilo, da so med 10. in 19. stoletjem okoli 6.000 do 7.000 sužnjev vsako leto prepeljali na sever.
Ta trgovina prek Sahare je trajala več stoletij, do razvoja ladij karavel (ladij) v Evropi. Prva iz Portugalske in kmalu iz vse zahodne Evrope, so jadrali okoli puščave in zbirali sredstva iz virov v Gvineji. Sahara je hitro postala nepomembna.

### Doba Osmanskega cesarstva
V 16. stoletju je severni rob Sahare, kot so obalna območja v današnji Alžiriji in Tuniziji, pa tudi nekateri deli današnje Libije, skupaj s pol-avtonomnim kraljestvom Egiptom, zasedlo Osmansko cesarstvo. Od leta 1517 je bil Egipt pomemben del Osmanskega cesarstva, lastništvo, ki je zagotovilo Turkom nadzor nad dolino Nila, vzhodnega Sredozemlja in Severne Afrike. Korist od Osmanskega cesarstva je bila svoboda gibanja za državljane in blago. Trgovina je izkoriščala Osmanske kopenske poti, skrbela za začimbe, zlato in svilo iz vzhoda, proizvode iz Evrope in sužnje in zlato iz Afrike. Arabščina se ostala kot lokalni jezik, islamska kultura se je precej okrepila. Sahel in južne saharske regije so postale sedež številnih neodvisnih držav ali gostujočih Tuareških klanov.

### Evropska kolonizacija
Evropski kolonializem se je v Sahari začel v 19. stoletju. Francija je osvojila Otomansko Alžirijo leta 1830, francoska oblast se je širila južno od Alžirije in vzhodno od Senegala v zgornji Niger, na območja današnje Alžirije, Čada, Malija, tedaj Francoski Sudan, vključno Timbuktu, Mavretanije, Maroka (1912), Niger in Tunizija (1881). Do začetka dvajsetega stoletja se je trans-saharska trgovina opazno zmanjšala, ker se je blago prevažalo z bolj sodobnimi in učinkovitimi sredstvi, kot so letala, ne pa čez puščavo.
V Sahari je prevladoval francoski kolonialni imperij. Ustanovili so redne letalske povezave iz Toulousa (HQ slovi Aeropostale) do Orana in čez Ahagar do Timbuktuja in zahodno proti Bamaku in Dakarju, kot tudi trans saharske avtobusne prevoze, ki jih je izvajala La Companie Transsaharienne (est. 1927). Izjemen film dokumentira prvo prečkanje znanega letalca kapitana René Wauthierja z velikim konvojem tovornjakov iz Alžira do Čada čez Saharo. Egipt pod Mohamedom Alijem in njegovimi nasledniki, je osvojil Nubijo leta 1820-22, ustanovil Kartum leta 1823 in osvojil Darfur leta 1874. Egipt, vključno s Sudanom, je postal britanski protektorat leta 1882. Egipt in Velika Britanija sta izgubila nadzor nad Sudanom iz leta 1882 do leta 1898, kot posledica Mahdi vstaje. Po zajemu britanskih vojakov leta 1898 je Sudan postal Anglo-egiptovski kondominij.
Španija je zajela današnjo Zahodno Saharo po 1874, čeprav Rio del Oro ostal večinoma pod vplivom Tuaregov. Leta 1912 je Italija prevzela dele, kaj naj bi se imenovali Libija, od Turkov. Za spodbujanje rimskokatoliške vere v puščavi, je papež Pij IX. imenoval delegata apostolske Sahare in Sudana leta 1868; kasneje v 19. stoletju je bila njegova pristojnost reorganizirali se v Apostolski vikariat Sahara.

### Razpad imperijev in posledice
Egipt je postal neodvisen od Britanije leta 1936, čeprav je Anglo-egiptovska pogodba 1936 dovoljevala Britaniji voditi čete preko Egipt in ohraniti britansko-egiptovski kondominij v Sudanu. Britanske vojaške sile so bile leta 1954 umaknjene.
Večina saharskih držav je dosegla neodvisnost po drugi svetovni vojni: Libija leta 1951, Maroko, Sudan in Tunizija leta 1956, Čad, Mali, Mavretanija in Niger leta 1960, in Alžirija leta 1962. Španija se je umaknila iz Zahodne Sahare v letu 1975, nato je bila razdeljena med Mavretanijo in Maroko. Mavretanija se je umaknila leta 1979, Maroko še naprej drži to ozemlje.
V obdobju po drugi svetovni vojni so številni rudniki in skupnosti razvijali izkoriščanje naravnih virov v puščavi. To so velika nahajališča nafte in zemeljskega plina v Alžiriji in Libiji in velika nahajališča fosfatov v Maroku in Zahodni Sahari.
Številne trans-afriške ceste so bile predvidene čez Saharo, vključno cesta Kairo-Dakar vzdolž atlantske obale, cesta Trans-Sahara od Alžira na Sredozemlju do Kano v Nigeriji, cesta Tripoli - Cape Town od Tripolija v Libiji do N'Djamene v Čadu in cesta Kairo - Cape Town, ki bi sledila Nilu. Vsaka od teh cest je le delno zgrajena, z znatnimi vrzelmi in neasfaltiranimi odseki.

## Prebivalstvo
Ljudje živijo na robovih puščave že skoraj 500.000 let. Domače prebivalstvo v Sahari je sestavljeno iz najrazličnejših rodov in plemen ljudstev iz črne Afrike, z Bližnjega vzhoda in iz sredozemskega prostora. Večji del puščavskega prebivalstva predstavljajo Tuaregi. Od 7. stoletja pa se je na to območje preseljevalo vedno več Arabcev.
Stalne naselbine so nastajale tam, kjer je bilo dovolj vode, na križiščih karavanskih poti pa so se nato razvila manjša mesta, kot so Agadez, Ghat in Kufra. Med prebivalci teh oaz je vse v 20. stoletje obstajala medsebojna odvisnost. Zaradi sušnih obdobij v zadnjih letih in zaradi političnih ter tehničnih sprememb (npr.prevažanja blaga s tovornjaki) so številni nomadi začeli opuščati stare življenjske navade in se bolj ali manj neprostovoljno naseljevati v oaznih mestih in na območju Sahela.
Zaradi sušnih obdobij, političnih in tehničnih sprememb, zaradi katerih nomadi opuščajo stare življenjske, se je začel proces dezertifikacije. Nomadi se za stalno naseljujejo na tem zelo občutljivem ekosistemu, ki ga poleg pogostih suš dandanes ogroža tudi prenakomerno izčrpavanje zemlje. Puščava se počasi pomika v območja Sahela, kjer ne uspevajo več pridelki, ki so prebivalce oskrbovali s hrano. Zaradi pogostih suš vsako leto umre na tisoče ljudi.